# Ginástica nos Jogos Mundiais de 2009
A ginástica nos Jogos Mundiais de 2009 teve sua edição realizada na cidade de Kaohsiung, na Taipé Chinesa, com as disputas da ginástica aeróbica, acrobática e de trampolim feminina e masculina e da modalidade rítmica para as mulheres.

## Eventos
| Ginástica acrobática - Duplas mistas - Duplas masculinas - Duplas femininas - Equipes masculinas - Equipes femininas | Ginástica aeróbica - Duplas mistas - Individual masculino - Individual feminino - Equipes - Trios | Ginástica rítmica - Corda - Arco - Maças - Fita | Ginástica de trampolim - Sincronizado masculino - Sincronizado feminino - Duplo-mini masculino - Duplo-mini feminino - Tumbling masculino - Tumbling feminino |

## Medalhistas

### Ginástica acrobática
| Evento                        | Ouro                                                                  | Prata                                                                           | Bronze                                                                     |
| Masculino e Feminino          |                                                                       |                                                                                 |                                                                            |
| Duplas mistas (detalhes)      | Kristin Allen Michael Rodrigues USA Estados Unidos                    | Julie Van Gelder Menno Vanderghote BEL Bélgica                                  | Katie Axten Nicholas Illingworth GBR Grã-Bretanha                          |
| Masculino                     |                                                                       |                                                                                 |                                                                            |
| Duplas masculinas (detalhes)  | Mikola Cherbak Sergei Popov UKR Ucrânia                               | Alexei Dudchenko Konstantin Pilipchuk RUS Rússia                                | Douglas Fordyce Edward Upcott GBR Grã-Bretanha                             |
| Equipes masculinas (detalhes) | Fang Sheng Han Youliang Xue Wangxin Zhao Yu Chao CHN China            | Adam Buckingham Adam Mcassey Jonathan Stranks Alexander Uttley GBR Grã-Bretanha | Andriy Bilozor Denys Kriuchkov Andrii Lytvak Roman Urazbakiyev UKR Ucrânia |
| Feminino                      |                                                                       |                                                                                 |                                                                            |
| Duplas femininas (detalhes)   | Tastana de Vos Florence Henrist BEL Bélgica                           | Ayla Ammadova Dilara Sultanova AZE Azerbaijão                                   | Mollie Grehan Maiken Thorne GBR Grã-Bretanha                               |
| Equipes femininas (detalhes)  | Ekaterina Loginova Aygul Shaykhudinova Ekaterina Stroynova RUS Rússia | Rebecca Richardson Candice Slater Beth Young GBR Grã-Bretanha                   | Kateryna Kalyta Yuliya Odintsova Natalia Vinnik UKR Ucrânia                |

### Ginástica aeróbica
| Evento                          | Ouro                                                                   | Prata | Bronze |
| Individual masculino (detalhes) | ESP Ivan Parejo                                                        | FRA Morgan Jacquemin | RUS Alexander Kondratichev                                                                                            |
| Individual feminino (detalhes)  | BRA Marcela Lopez                                                      | NZL Angela McMillan | CHN Huang Jinxuan |
| Duplas mistas (detalhes)        | FRA França Julien Chaninet Aurelie Joly                                | ESP Espanha Vicente Lli Sara Moreno                                                                                           | CHN China He Shijian Huang Jinxuan                                                                                    |
| Trios (detalhes)                | ROU Romênia Mircea Brinzea Tudorel-Valentin Mavrodineanu Mircea Zamfir | CHN China Tao Le Che Lei Zhang Peng                                                                                           | FRA França Benjamin Garavel Nicolas Garavel Morgan Jacquemin                                                          |
| Equipes (detalhes)              | CHN China Che Lei He Shijian Ni Zhen Hua Tao Le Yu Wei Zhang Peng      | ROU Romênia Laura Cristache Oana Corina Constantin Nadina Hotca Cristina Simona Nedelcu Anca Claudia Surdu Cristina Antonescu | RUS Rússia Ruslan Farakshatov Alexander Kondratichev Mikhail Nazariev Anton Shishigin Arseny Tikhomirov Igor Trushkov |

### Ginástica rítmica
| Evento           | Ouro                | Prata              | Bronze                 |
| Arco (detalhes)  | RUS Eugenia Kanaeva | RUS Olga Kapranova | BUL Silvia Miteva      |
| Corda (detalhes) | RUS Eugenia Kanaeva | UKR Anna Bessonova | RUS Olga Kapranova     |
| Bola (detalhes)  | RUS Eugenia Kanaeva | UKR Anna Bessonova | BLR Melitina Staniouta |
| Fita (detalhes)  | RUS Eugenia Kanaeva | UKR Anna Bessonova | AZE Aliya Garayeva     |

### Ginástica de trampolim
| Evento                                    | Ouro                                        | Prata                                        | Bronze                                              |
| Sincronizado masculino (detalhes)         | JPN Japão Masaki Ito Shunsuke Nagasaki      | FRA França Sebastien Martiny Gregoire Pennes | GER Alemanha Martin Gromowski Dennis Luxon-Pitkamin |
| Sincronizado feminino (detalhes)          | UKR Ucrânia Iuliia Domchevska Olena Movchan | CHN China Gu Qingwen Jiang Yiqi              | GER Alemanha Carina Baumgartner Jessica Simon       |
| Tumbling masculino (detalhes)             | RUS Andrey Krylov                           | GBR Michael Barnes                           | UKR Viktor Kyforenko                                |
| Tumbling feminino (detalhes)              | RUS Anna Ruskorobeynikova                   | RUS Anzhelika Russoldatkina                  | CAN Emily Cansmith                                  |
| Mini-trampolim duplo masculino (detalhes) | RUS Kirill Ivanov                           | POR Nuno Lico                                | GER Nico Gaertner                                   |
| Mini-trampolim duplo feminino (detalhes)  | RUS Victoria Voronina                       | USA Sarah Prosen                             | USA Aubree Balkan                                   |

## Quadro de medalhas
| Ordem | País           | Medalha de ouro | Medalha de prata | Medalha de bronze |    |
| ----- | -------------- | --------------- | ---------------- | ----------------- | -- |
| 1     | Rússia         | 9               | 3                | 3                 | 15 |
| 2     | Ucrânia        | 2               | 3                | 3                 | 8  |
| 3     | China          | 2               | 2                | 2                 | 6  |
| 4     | França         | 1               | 2                | 1                 | 4  |
| 5     | Estados Unidos | 1               | 1                | 1                 | 3  |
| 6     | Espanha        | 1               | 1                |                   | 2  |
| 6     | Bélgica        | 1               | 1                |                   | 2  |
| 6     | Roménia        | 1               | 1                |                   | 2  |
| 9     | Brasil         | 1               |                  |                   | 1  |
| 9     | Japão          | 1               |                  |                   | 1  |
| 11    | Grã-Bretanha   |                 | 3                | 3                 | 6  |
| 12    | Azerbaijão     |                 | 1                | 1                 | 2  |
| 13    | Portugal       |                 | 1                |                   | 1  |
| 13    | Nova Zelândia  |                 | 1                |                   | 1  |
| 15    | Alemanha       |                 |                  | 3                 | 3  |
| 16    | Canadá         |                 |                  | 1                 | 1  |
| 16    | Bielorrússia   |                 |                  | 1                 | 1  |
| 16    | Bulgária       |                 |                  | 1                 | 1  |
| TOTAL | TOTAL          | 20              | 20               | 20                | 60 |